# Бабаев, Агаджан Гельдиевич
Агаджан Гельдиевич Бабаев (туркм. Agajan Babaýew, 10 мая 1929, Мерв) — крупнейший туркменский учёный в области изучения и освоения пустынь, физико-географ. Доктор географических наук, профессор, академик АН Туркменской ССР, член-корреспондент АН СССР/РАН. Лауреат Государственной премии СССР.

## Биографические данные
Родился в семье служащего — туркмена из племени текинцев. Учился в русской школе. После окончания географического факультета Ашхабадского государственного педагогического института им. М. Горького в 1949 г. — с 1950 по 1960 гг. на преподавательской работе в Туркменском государственном университете. Аспирант, доцент, заведующий кафедрой университета.
Продолжил учёбу в ленинградской аспирантуре, где в 1953 году защищал кандидатскую диссертацию. Докторскую защитил в Москве в 1968 году.
Председатель Географического общества Туркменской ССР (с 1959 г.).
Директор Института пустынь Академии наук Туркменской ССР с 1962 по 1975 годы. С 17 апреля 1975 года по 5 апреля 1986 года — президент Академии наук Туркменской ССР. С 23 сентября 1989 года по 1993 годы (до упразднения академии) — вновь президент Академии наук Туркменской ССР/Академии наук Республики Туркменистан. Академик (1975).
В 1976 был избран членом-корреспондентом АН СССР. Член-корреспондент Российской Академии наук с 1993 г.
На XXVIII съезде КПСС 13 июля 1990 года избран членом Центральной контрольной комиссии КПСС.
Директор Центра по борьбе с опустыниванием Института пустынь Академии наук Туркменистана. С 1992 — председатель Комитета по международным премиям им. Ал-Хорезми в области науки и техники. С 1993 — член Исламской международной академии наук. В начале 2009 года избран в Совет старейшин при Президенте Туркмении.
Инициатор создания и главный редактор журнала «Проблемы освоения пустынь».

## Награды и почётные звания
- Заслуженный деятель науки Туркменской ССР (1979).
- В 1981 за разработку научных основ и технологии обогащения пустынных пастбищ, широкое внедрение их в практику каракулеводства Средней Азии стал лауреатом Государственной премии СССР.
- В 1990 за выдающиеся работы в области геологии награждён премией А. П. Карпинского.
- Награждён орденом «Знак Почёта» и медалями.

Депутат Совета Национальностей Верховного Совета СССР 10 (1979-1984) и 11 (1984-1989) созывов от Туркменской ССР.

## Избранная библиография
Возглавив Институт пустынь в 1960 году, полностью посвятил себя организации научных исследований пустынь страны, развитию международных научных связей по проблеме пустынь. Автор 162 монографий, брошюр и научных статей, посвящённых проблемам изучения природы и освоения пустынь мира, СССР, Туркмении. Многие рекомендации  учёного по охране природы и рациональному использованию ресурсов пустынь нашли практическое применение.
- Пустыня Кара-Кумы. — Ашхабад, 1963
- Оазисные пески Туркменистана и пути их освоения. — Ашхабад, 1973;
- Пустыни СССР вчера, сегодня, завтра, — М., 1977. (совм. с З. Г. Фрейкиным);
- Кладовая Каракумов: для млад и сред. школьного. возраста. — Ашхабад, 1980;
- Пустыня как она есть. — 1983;
- Пустыни / Отв. ред. Э. М. Мурзаев. — М.: Мысль, 1986. (совместно с Зонн И. С., Дроздовым Н. Н., Фрейкиным З. Г.).